# Juanfran (Fußballspieler, 1988)
Juan Francisco Moreno Fuertes (meist nur Juanfran; * 11. September 1988 in Madrid) ist ein spanischer ehemaliger Fußballspieler. Zumeist wurde er als Außenstürmer oder Außenverteidiger eingesetzt.

## Karriere
Juanfran begann seine Laufbahn in Alcalá de Henares bei CD Avance bevor er im Sommer 2005 in die Jugend des FC Getafe wechselte. Sein Debüt in der ersten Mannschaft feierte er unter Trainer Michael Laudrup am 12. März 2008 im UEFA-Pokal gegen Benfica Lissabon. Sein erstes Spiel in der Liga absolvierte er am 23. März 2008 gegen Athletic Bilbao. In der Saison 2008/09 spielte er auf Leihbasis in der zweiten Mannschaft vom FC Villarreal, mit der er den Aufstieg in die Segunda División erreichen konnte. Im Sommer 2009 verpflichtete ihn Real Madrid für die Zweitmannschaft Castilla. Sein erstes Spiel für die erste Mannschaft feierte Juanfran am 2. Mai 2010 gegen CA Osasuna. In der Saison 2011/12 gelang ihm mit Real Madrid Castilla, wie schon drei Jahre zuvor mit Villarreal, der Aufstieg in die Segunda División.
Nach Abschluss der Spielzeit 2012/13 wurde Juanfran von Betis Sevilla unter Vertrag genommen.
Im Sommer 2019 wurde er vom türkischen Erstligisten Alanyaspor verpflichtet.

## Titel
- Spanischer Pokal: 2010/11